# 고령신문 효열각
고령신문 효열각(高靈申門 孝烈閣)은 충청북도 청주시 상당구 낭성면 관정리에 있다. 2015년 4월 17일 청주시의 향토유적 제1호로 지정되었다.

## 개요
1807년(순조 7)에 효행으로 참판(參判)에 증직된 고령신문(高靈人) 종산(鍾山) 신집(申潗, 1623~1689)과 신우권(申佑權)의 처 열녀 파평윤씨(坡平尹氏)의 효열을 기리려고 세운 정려이다.
지금의 효열각은 1898년(광무 2)에 중수되고 1958년에 도로공사로 헐리게 되자 마을 안쪽인 지금의 위치로 이전하였다. 효열각은 정면 1칸, 측면 1칸 겹처마 맞배지붕의 목조기와집이다. 정려 사면은 홍살로 막고 안에는 효자․열녀정문 편액을 걸었다.

## 지정 사유
신우권의 처 열녀 파평윤씨 효열을 기리기 위한 정려각이다.